# North Richland Hills, Texas
North Richland Hills là một thành phố thuộc quận Tarrant, tiểu bang Texas, Hoa Kỳ. Năm 2010, dân số của xã này là 63343 người.

## Dân số
- Dân số năm 2000: 55635 người.
- Dân số năm 2010: 63343 người.